# Parti communiste de Grande-Bretagne (marxiste-léniniste)
Ne doit pas être confondu avec Parti communiste de Grande-Bretagne, Parti communiste britannique ou Parti communiste révolutionnaire de Grande-Bretagne (marxiste-léniniste).

Drapeau du Parti communiste de Grande-Bretagne (marxiste-léniniste).

Le Parti communiste de Grande-Bretagne (marxiste-léniniste) (en anglais : Communist Party of Great Britain (Marxist–Leninist), abrégé en CPGB-ML) est un petit parti politique britannique d'extrême gauche, fondé en 2004.

## Création

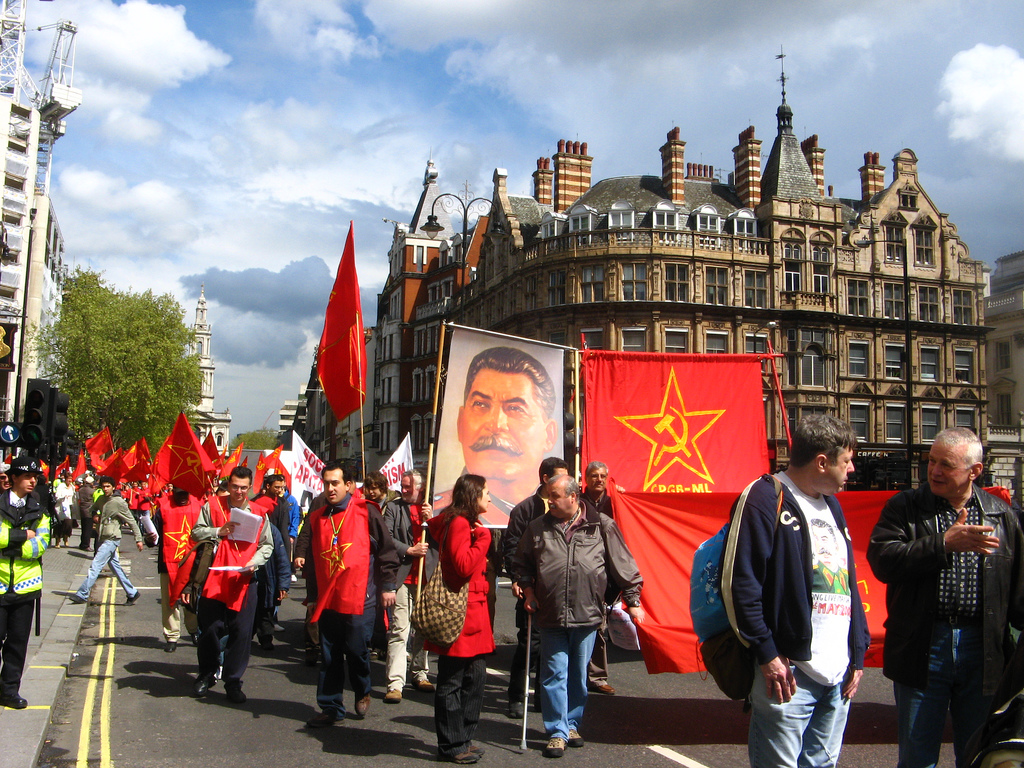
Manifestation du CPGB-ML à Londres en mai 2009.

Le CPGB-ML naît d'une scission du Parti travailliste socialiste (Socialist Labour Party) fondé par l'ancien dirigeant syndical Arthur Scargill. Ce dernier décide en effet, en 2004, d'exclure la majorité de la direction du Socialist Labour Party pour le Yorkshire, en raison de leur ligne marxiste-léniniste « orthodoxe » et de certaines de leurs positions comme le soutien à la Corée du Nord. Une partie des militants exclus, issus pour la plupart de l'Association des travailleurs communistes (Association of Communist Workers) et de l'Association des travailleurs indiens (Indian Workers Association) fonde ensuite le CPGB-ML en juillet 2004.

## Positions
Le Parti communiste de Grande-Bretagne (marxiste-léniniste) a été présidé de 2004 à 2018 par Harpal Brar, militant britannique d'origine indienne, ancien dirigeant de l'Indian Workers Association et membre de la Stalin Society, un cercle de réflexion stalinien. Le parti défend le bilan historique de l'URSS, y compris sous Staline (affirmant notamment que le massacre de Katyń était l’œuvre des nazis), ainsi que les politiques menées par Mao en république populaire de Chine. Au niveau national, le CPCG-ML demande le retrait des troupes britanniques d'Irlande du Nord, mais s'oppose à l'indépendantisme écossais, qu'il juge facteur de divisions parmi les travailleurs. Au niveau international, le parti fait l'éloge de la Corée du Nord, dont il relaie le point de vue au Royaume-Uni : lors de la mort de Kim Jong-il, il a rendu hommage au dirigeant nord-coréen et aux efforts de ce dernier en faveur de la « liberté » et du « bonheur » du peuple coréen. En 2013, l'ambassadeur nord-coréen au Royaume-Uni a choisi le cadre d'une allocution prononcée devant les membres du CPGB-ML pour exprimer la position de son pays face à celles des États-Unis et de la Corée du Sud.
Le CPGB-ML se déclare favorable aux revendications nationales palestiniennes dans le cadre du conflit israélo-palestinien et a également proclamé son soutien au président zimbabwéen Robert Mugabe, au président vénézuélien Hugo Chávez, à Mouammar Kadhafi lors de la guerre civile libyenne, et à Bachar el-Assad lors de la guerre civile syrienne.
Le CPGB-ML soutient les gouvernements du monde entier qu'il perçoit comme socialistes ou anti-impérialistes, tels que ceux du Venezuela, de la Russie, de Cuba, du Zimbabwe, de la Syrie, de l'Iran et de la république populaire de Chine,,,,,,. Des délégations des ambassades chinoise, cubaine, vénézuélienne, nord-coréenne et laotienne ont assisté aux réunions du CPGB-ML,,,, et des membres du CPGB-ML et de la Jeunesse rouge ont visité la Libye, Cuba, le Venezuela, l'Équateur, la Russie, la Corée du Nord, la Chine et d'autres,,,,,,. Le parti soutient également la lutte des Palestiniens contre le sionisme en Israël, qu'il qualifie d'« État d'apartheid ». Il a appelé à une défaite des troupes britanniques en Irak et en Afghanistan et à un mouvement d'action directe et de non-coopération entre les travailleurs britanniques afin d'exercer une influence politique. C'était l'un des nombreux partis anti-guerre à s'opposer aux actions de l'OTAN en Libye et en Syrie et à soutenir les gouvernements de Mouammar Kadhafi et de Bachar el-Assad. En 2011, le président du parti, Harpal Brar, s'est rendu en Libye pendant la guerre pour exprimer sa solidarité avec le peuple libyen dans sa lutte contre l'OTAN. Le CPGB-ML avait rejoint la coalition Stop the War peu après la formation du parti en 2004, mais a finalement été expulsé de la coalition. Le CPGB-ML a déclaré que cela était dû à ses attaques contre les positions des dirigeants du STWC sur la Libye et la Syrie, qu'il a qualifiées de « pro-impérialistes ».
Le parti a renoncé à participer aux élections générales de 2010 par manque de moyens financiers. À cette occasion, il a appelé ses sympathisants à voter en priorité contre le Parti travailliste, désigné comme le principal ennemi.
La position anti-impérialiste du CPGB-ML inclut la défense de l'héritage de dirigeants post-coloniaux controversés tels que Robert Mugabe.
Le CPGB-ML a clairement exprimé son soutien au gouvernement de la république populaire démocratique de Corée et ce qu'il a appelé sa position anti-impérialiste en avril 2013, ainsi que son opposition aux efforts occidentaux pour décourager l'État d'acquérir des armes nucléaires,.
Le parti a soutenu le Brexit lors du référendum de 2016. Poursuivant son engagement eurosceptique, il a exhorté ses membres lors des élections européennes de 2019 à voter pour le Parti du Brexit.
Le CPGB-ML a affiché son soutien au mouvement des Gilets jaunes qu'il perçoit comme un mouvement ouvrier de base opposé au capitalisme et à l'Union européenne.

## Membres éminents
L'actuelle présidente d'honneur est Isabel Crook, épouse de David Crook, qui a célébré son 100e anniversaire en 2015. Les deux étaient des communistes qui étaient en Espagne pendant la guerre civile espagnole et qui sont ensuite allés travailler pour Mao Zedong et les communistes chinois,. Le vétéran communiste britannique Jack Shapiro, vétéran du mouvement anti-révisionniste et communiste à vie, a été membre du CPGB-ML jusqu'à sa mort.
Pendant quatorze ans, de la fondation du parti en 2004 à 2018, le président du parti était le professeur de droit, écrivain et homme d'affaires à la retraite Harpal Brar. La vice-président et secrétaire international du parti était Ella Rule, tandis que le secrétaire général du parti était Zane Carpenter. Lors du 8e congrès du parti à Birmingham en 2018, Harpal Brar a quitté ses fonctions de président du parti et a été remplacé par Ella Rule. Zane Carpenter et Joti Brar sont devenus les vice-présidents du parti.
Bien qu'il n'en soit pas membre, le politicien socialiste, écrivain et diffuseur, George Galloway, a prononcé plusieurs discours lors d'événements et de conférences du CPGB-ML. Son parti, le Workers Party of Britain, est également étroitement associé au CPGB-ML.